# Dansk Melodi Grand Prix 2000
Der 30. Dansk Melodi Grand Prix fand am 19. Februar 2000 im Cirkusbygningen in Kopenhagen statt und war der dänische Vorentscheid für den Eurovision Song Contest 2000 in Stockholm (Schweden). Es war das fünfzehnte Mal, dass Kopenhagen den Vorentscheid austrug. Die Sendung wurde von Natasja Crone und Michael Carø moderiert. Die Olsen Brothers gewannen mit ihrem Lied Smuk som et stjerneskud den Wettbewerb und später mit der englischen Version ihres Titel, Fly on the Wings of Love, den Eurovision Song Contest 2000 für Dänemark.

## Format

### Beitragswahl
Die austragende Fernsehanstalt DR fragte rund 100 Komponisten an, einen Beitrag einzureichen. Zehn Komponisten wurden ausgewählt.

## Teilnehmer

### Finale
Die Veranstaltung fand am 19. Februar 2000 im Cirkusbygningen in der dänischen Hauptstadt Kopenhagen statt. Die Olsen Brothers gewannen den Vorentscheid mit ihrem Lied Smuk som et stjerneskud.
| Platz | Startnr. | Interpret        | Lied Musik (M) und Text (T)                                  | Sprache | Übersetzung (Inoffiziell)           | Punkte |
| ----- | -------- | ---------------- | ------------------------------------------------------------ | ------- | ----------------------------------- | ------ |
| 1.    | 01       | Olsen Brothers   | Smuk som et stjerneskud M/T: Jørgen Olsen                    | Dänisch | Schön wie eine Sternschnuppe        | 58     |
| 2.    | 09       | Ole Skovhøj      | Stjernen der viser vej M: Jan Parber; T: Jes Kerstein        | Dänisch | Der Stern, der den Weg weist        | 42     |
| 3.    | 10       | Sanne Gottlieb   | Uden dig M: Lise Cabble, Mette Mathiesen; T: Mette Mathiesen | Dänisch | Ohne dich                           | 40     |
| 4.    | 07       | Aida             | Mayday mayday M: Ivar Lind Greiner; T: Iben Plesner          | Dänisch | –                                   | 38     |
| 5.    | 02       | Trine Gadeberg   | Lykkefugl M/T: Helge Engelbrecht                             | Dänisch | Glücksvogel                         | 22     |
| –     | 03       | Charlotte Vigel  | Hva' så med mig M/T: Rasmus Schwenger                        | Dänisch | Was ist mit mir?                    | –      |
| –     | 04       | Johnny Jørgensen | Den drømmende by M: Morten Kærså; T: Hans-Henrik Koltze      | Dänisch | Die verträumte Stadt                | –      |
| –     | 05       | Lotte Lisby      | Julian M/T: Jan Lysdahl, Jan Klausen                         | Dänisch | –                                   | –      |
| –     | 06       | Fenders          | Lov mig at du bli'r her M: Jørn Hansen; T: Kristian Løhde    | Dänisch | Versprich mir, dass du hier bleibst | –      |
| –     | 08       | Gry Johansen     | Sig du vil ha' mig M: Per Meilstrup; T: Gry Johansen         | Dänisch | Sag, du willst mich                 | –      |